# William Martínez

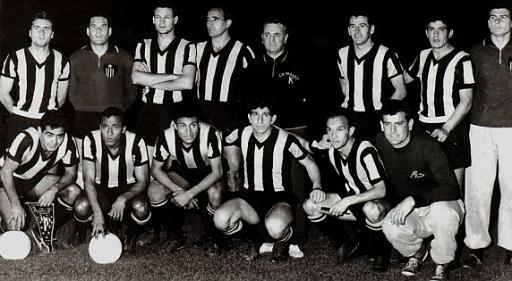
Peñarol - campeon de Copa Libertadores en 1961. De izquierda a derecha, parados: Walter Aguerre, Luis Maidana, Néstor Gonçalves, William Martínez, Dante Cocito (kinesiólogo), Núber Cano, Edgardo González, Luis Gutiérrez; agachados: Luis Cubilla, Alberto Spencer, Ángel Cabrera, José Sasía, Ernesto Ledesma

William Pablo Martínez (13 de janeiro de 1928 — 28 de dezembro de 1997) foi um futebolista uruguaio de uma longa trajetória e que disputou três campeonatos mundiais de futebol. Zagueiro que defendeu a "Celeste Olímpica" em 54 ocasiões, entre 1950 e 1965, marcando dois gols. Foi suplente na Copa do Mundo FIFA de 1950 e titular nos mundiais de 1954 e 1962.

## Carreira
Começou em 1942 no Sportivo Alba, um clube de juvenis do Barrio Victoria, de Montevidéu, mas em 1943, já está nas categorias inferiores do poderoso Nacional. Jogou por diversos clubes: Racing, entre 1947 e 1948; Rampla Juniors, entre 1948 e 1954; Peñarol , entre 1955 e 1962 ; novamente no Rampla Juniors entre 1963 e 1967; Atlético Júnior, da Colômbia em 1967 e 1968; Fênix, de Montevidéu em 1969 e 1970, quando se aposentou, aos 42 anos.
Brilhou no Peñarol, agremiação pela qual conquistou todos os seus títulos em matéria de clubes: um pentacampeonato uruguaio entre 1958 e 1962,a Copa Libertadores da América, em 1961 e 1962, e o Mundial Interclubes em 1961, desbancando o Benfica, do célebre Eusébio.
Foi também campeão da Copa América, que era chamada de Campeonato Sul-Americano, em 1956, realizada em Montevidéu. Era um zagueiro muito vigoroso, e que foi protagonista juntamente com o brasileiro Almir Pernambuquinho em uma famosa confusão envolvendo as seleções do Uruguai e do Brasil, em que atuou quase todo time canarinho que tinha levantado a Copa do Mundo no ano anterior, na Copa América realizada em Buenos Aires, em 1959, em que todos os 22 jogadores se engalfinharam numa das maiores pancadarias generalizadas da história do futebol internacional.

## Títulos
Nacional
- Campeonato Uruguaio: 1943, 1946

Peñarol
- Campeonato Uruguaio:  1958, 1959,  1960, 1961, 1962
- Copa Libertadores da América: 1960, 1961
- Copa Intercontinental: 1961

Seleção Uruguaia
- Copa do Mundo de 1950
- Campeonato Sul-Americano: 1956